# Carlos Cosías
Carlos Cosías (Barcellona, ...) è un tenore spagnolo.

## Biografia
Il tenore studiò musica e pianoforte nel Conservatorio del Liceu della sua città natale, Barcellona. Si specializzò in canto con i professori Jaume Francisco Puig, maestro, tra gli altri, di Giacomo Aragall, José Carreras e José Bros, ed Eduard Giménez, lavorando inoltre con Marco Evangelisti come repertorista abituale.
Nel suo repertorio vi sono opere come la Messa di requiem di Verdi e La bohème, oltre a titoli del bel canto romantico come Il giovedì grasso, Don Pasquale, L'elisir d'amore, Anna Bolena o Lucia di Lammermoor, quest'ultima interpretata nel Liceu barcellonese e a Cagliari, oltre a Die Zauberflöte o la zarzuela Marina.
Ha cantato anche La vida breve, Macbeth, Cançó d’amor i de guerra, Il matrimonio segreto, Gianni Schicchi (Teatro Arriaga di Bilbao), Juana de Arco en la hoguera (Festival de Granada), La bohème (Nizza e Teatro Campoamor di Oviedo), La traviata (Teatro Gayarre di Pamplona e Gran Teatre del Liceu) e Rigoletto (in Corea).
Alcune delle opere che ha interpretato nell'ambito dell'oratorio sono la Petite messe solennelle, di Rossini, la Messa dell'incoronazione, di Mozart, e la Messa di requiem, di Verdi.
Nel 2009 ha debuttato nel Croatian National Theater con (Rigoletto), e come Don Ottavio nel Teatre de La Faràndula de Sabadell (Don Giovanni).

## Premi
- Concorso di Canto Manuel Ausensi di Barcellona (1998)
- Premio Plácido Domingo-Pepita Embil al Migliore Cantante di Zarzuela nel Concorso Internazionale Operalia di Plácido Domingo (1998)
- Secondo posto nel Concorso Internazionale di Canto Francesc Viñas nel Gran Teatre del Liceu
- Premio al Miglior Interprete di Donizetti e al Premio al Miglior Cantante Spagnolo nel Concorso Internazionale di Canto Francesc Viñas